# Year of the Dog... Again
Year Of The Dog… Again – шостий студійний альбом американського репера DMX, випущений 1 серпня 2006 року на лейблах Ruff Ryders Entertainment, Columbia Records і Sony Urban Music. Містить два сингли: «We in Here» і «Lord Give Me a Sign». У перший тиждень було продано 125,000 копій, і він дебютував на другому місці у Billboard 200 та на першому місці у реп-чартах. Є першим альбомом DMX, який був випущений не на Def Jam, а також є першим альбомом, що не дебютував на першому місці в Billboard 200 (до цього п'ять альбомів DMX поспіль у цьому чарті дебютували на першому місці). Станом на вересень 2012 року в США було продано 346,000 копій альбому. Після цього альбому кар'єра DMX пішла на спад, через часті потрапляння у в'язницю та вживання наркотиків.

## Про альбом
- На альбомі мала бути пісня «Pump Ya Fist» (за участю Swizz Beatz) на яку навіть був знятий відеокліп, але з невідомих причин пісня не увійшла до треклісту альбому, хоча в японській версії пісня присутня.
- Початкова назва альбому - «Here We Go Again».
- Співачка Janyce виступає у трьох піснях з альбому, переважно з виконанням бек-вокалу.
- Після пісні «Wrong or Right (I'm Tired)» на 3:52 є сегмент, в якому DMX говорить про «Real Talk», про «панки з рюкзаками, скейтборди» та інше.
- Пісня «Wrong or Right (I'm Tired)» спочатку називалася «Shit That I Do».
- За чутками, трек «Who Dat», якого немає на американській версії альбому, з'явився у виданні Великобританії та Японії. Також у японській версії є пісня «Pump Ya Fist», якої теж немає в американській версії.
- Демоверсію «I Run Shit» можна почути на DVD-версії «Year of the Dog ... Again».
- Спочатку, за чутками, трек «I Run Shit» мав стати першим синглом.
- «Dog Love» повинен був бути записаний з двома виконавицями, Keyshia Cole і Amerie, але трек був записаний тільки спільно з Amerie, таку вказівку висунув лейбл Sony Urban, щоб сформувати остаточну версію «Year of the Dog… Again"

## Список композицій
| #   | Назва                                                  | Автор                                                                        | Продюсер(и)                                       | Тривалість |
| --- | ------------------------------------------------------ | ---------------------------------------------------------------------------- | ------------------------------------------------- | ---------- |
| 1.  | «Intro»                                                | Earl Simmons Damon Blackman                                                  | Dame Grease                                       | 1:32       |
| 2.  | «We in Here» (за участю Swizz Beatz)                   | Simmons Kasseem Dean Joaquin Dean                                            | Swizz Beatz                                       | 3:54       |
| 3.  | «I Run Shit» (за участю Big Stan)                      | Simmons K. Dean Dennis Joyner                                                | Swizz Beatz                                       | 3:56       |
| 4.  | «Come Thru (Move)» (за участю Busta Rhymes)            | Simmons K. Dean Trevor Smith                                                 | Swizz Beatz                                       | 3:42       |
| 5.  | «It's Personal» (за участю Jadakiss і Styles P)        | Simmons Jason Phillips David Styles Eriberio Serrano Franklin Crum           | The Tuneheadz                                     | 3:44       |
| 6.  | «Baby Motha» (за участю Janyce)                        | Simmons K. Dean Felton Pilate                                                | Swizz Beatz                                       | 4:41       |
| 7.  | «Dog Love» (за участю Amerie і Janyce)                 | Simmons Chad Elliott Eddie Timmons Amerie Rogers Siedah Garrett Clif Magness | Chad "Dr. Ceuss" Elliot Eddie "Shy Boogs" Timmons | 3:42       |
| 8.  | «Wrong or Right (I'm Tired)» (за участю Bazaar Royale) | Simmons Christopher Sanford Hanan Rubinstein Anthony Parrino                 | Elite                                             | 5:24       |
| 9.  | «Give 'Em What They Want»                              | Simmons Scott Storch                                                         | Scott Storch                                      | 2:46       |
| 10. | «Walk These Dogs» (за участю Kashmir)                  | Simmons Blackman Ellen Lomax LeRoy Bell Casey James                          | Dame Grease                                       | 2:56       |
| 11. | «Blown Away» (за участю Jinx і Janyce)                 | Simmons Stonewall Odom Patrick Gallo Steve McDonald                          | Divine Bars                                       | 4:02       |
| 12. | «Goodbye»                                              | Simmons Brian Palmer Sergio Moore Lesette Wilson                             | Da Gutta Fam                                      | 4:50       |
| 13. | «Life Be My Song»                                      | Simmons Blackman                                                             | Dame Grease                                       | 4:02       |
| 14. | «The Prayer VI»                                        | Simmons                                                                      | DMX                                               | 1:30       |
| 15. | «Lord Give Me a Sign»                                  | Simmons Storch                                                               | Scott Storch                                      | 3:28       |

## Чарти
| Чарт (2006)                         | Найвища позиція |
| ----------------------------------- | --------------- |
| Australian Albums Chart             | 32              |
| Austrian Albums Chart               | 23              |
| Belgian Albums Chart                | 39              |
| Canadian Albums Chart               | 4               |
| Dutch Albums Chart                  | 70              |
| French Albums Chart                 | 43              |
| German Albums Chart                 | 7               |
| New Zealand Albums Chart            | 37              |
| Swiss Albums Chart                  | 7               |
| UK Albums Chart                     | 22              |
| US Billboard 200                    | 2               |
| US Billboard Top R&B/Hip-Hop Albums | 1               |
| US Billboard Top Rap Albums         | 1               |